# Gábor Bethlen
Gábor Bethlen de Iktár (Marosillye, Rumunjska, 1580. – Gyulafehérvár, Rumunjska, 15. studenog 1629.), erdeljski knez (1613. – 1629.) i naslovni ugarski kralj (1620. – 1621.) iz velikaške obitelji Bethlen. Vladao je, kao protestantski kralj Ugarske u opoziciji prema katoličkom kralju i caru Ferdinandu II.

## Životopis
Rodio se u velikaškoj obitelji Bethlen, vodećoj protestantskoj obitelji u sjevernoj Ugarskoj. Poslan je kao mladić na dvor erdeljskog kneza Sigismunda Báthoryja. Isprva je podupirao Gábora Báthoryja da stekne dužnost erdeljskog kneza. Nešto kasnije je došlo do razmirica i sukoba između Bethlena i Báthoryja, zbog čega je Gábor morao prebjeći kod Turaka. Osmanski sultan Ahmed I. predao je ovlasti erdeljskog kneza Gáboru te mu je dao vojsku s kojom je srušio Báthoryja s vlasti te je 1613. godine bio proglašen za erdeljskog kneza.
Za vrijeme Tridesetogodišnjeg rata (1618. – 1648.), Bethlen je iskoristio Ferdinandovu odsutnost zbog vojnog angažmana u ratu te je osvojio sjeverne dijelove Ugarske, zauzeo Požun i ugrabio krunu sv. Stjepana. Nakon što su propali pregovori između Bethlena i Ferdinanda II., ugarski sabor je, bez sudjelovanja hrvatskih velikaša, 20. kolovoza 1620. godine u Banskoj Bystrici izabrao Bethlena za ugarskog kralja.
Nakon sklapanja mira u Nikolsburgu 1621. godine, odrekao se kraljevskog naslova u zamjenu za naslov kneza Svetog Rimskog Carstva i sedam županija u sjeveroistočnoj Ugarskoj. Njegova vladavina poznata je kao zlatno doba Erdelja, koji je u to vrijeme postao središtem mađarske kulture i obrazovanja ranoga novog vijeka.

## Vanjske poveznice
- Gábor Bethlen – Hrvatska enciklopedija
- Gábor Bethlen – Proleksis enciklopedija
- Hrvatski opći leksikon
- Gábor Bethlen, ugarski kralj – Britannica Online (engl.)